# Dolorès Grassian
Dolorès Grassian, née le 15 août 1921 à Constantinople et morte le 15 novembre 2009 dans le 4e arrondissement de Paris, est une réalisatrice française.

## Biographie
Peintre, Dolorès Grassian aborde le cinéma en travaillant au début des années 1960 avec son second mari, Mario Ruspoli, à l'occasion de la réalisation de Regard sur la folie.
À propos de son premier long métrage, Le Futur aux trousses, Jacques Siclier évoque « la férocité tranquille » de la réalisatrice.

## Filmographie

### Cinéma

#### Courts métrages
- 1965 : La Surface perdue (Grand prix du Festival de Tours 1966)
- 1967 : Contacts

#### Longs métrages
- 1975 : Le Futur aux trousses
- 1977 : Le Dernier Baiser

### Télévision
- 1969 : Que ferait donc Faber ? (série)
- 1984 : Un homme va être assassiné

### Assistante réalisatrice
- 1962 : Regard sur la folie de Mario Ruspoli